# خوان دي ديوس أوروزكو
خوان دي ديوس أوروزكو (بالإنجليزية: Juan de Dios Orozco)‏ (و. – القرن 19 م) هو سياسي من نيكاراغوا .